# Maison Druart
La maison Druart est une habitation unifamiliale situé dans le boulevard Gustave Roullier à Charleroi (Belgique). Elle a été conçue en 1935 par l'architecte Marcel Leborgne pour Joseph Druart.

## Architecture
Cette petite maison unifamiliale a été construite en 1935 par l'architecte Marcel Leborgne, la même année que l'immeuble Marin. C'est un bâtiment lumineux et paisible qui se développe sur trois niveaux. Dans sa conception, l'architecte a privilégié les lignes simples et les formes pures. Le revêtement de la façade en brique est mis en contraste avec les encadrements en pierre des baies.